# Ion Idriess
Ion Llewellyn Idriess, född 20 september 1889, död 6 juni 1979, var en australisk författare.
Ion Idriess, som utbildade sig till gruvingenjör, företog en rad expeditioner, till lands och till sjöss, för att utforska skilda delar av Australien. Han deltog under första världskriget i fälttågen på Gallipolihalvön, på Sinai och i Palestina. Idriess utnyttjade sina upplevelser för en rad rese- och äventyrsskildringar som Madmans island (1926), Prospecting for gold (1931), Lasseter's last ride (1931, svensk översättning Hodoo, med förord av Helge Nelson, 1934), Flynn of the Inland (1932), The desert column (1932), Men of the jungle (1932, svensk översättning Australisk djungel, 1938), Gold-dust and ashes (1933), The drums of Mer (1933, svensk översättning 1940), The yellow joss (1934), Man tracks (1935) och Over the range (1937). Must Australia fight? (1939) var en politisk skrift.